# Air Panama
Air Panama является региональной авиакомпанией Панамы, в настоящее время является вторым по величине авиаперевозчиком в стране, уступая лишь Copa Airlines. Перевозчик предлагает как регулярные, так и чартерные пассажирские рейсы в более чем 31 пункт назначения из своего хаба в международном аэропорту Олбрук.

Air Panama

## История
Авиакомпания была основана в 1980 году под названием PARSA, хотя некоторые услуги выполняла как Turismo Aéreo. На момент основания авиакомпания находилась под властью правительства военной диктатуры, но вместе с Aeroperlas компания стала одной из крупнейших и наиболее известных авиакомпаний страны. 20 декабря 1989 года, после вторжения Соединенных Штатов в Панаму, два самолета Britten-Norman Islander, принадлежащие компании PARSA, в ходе боевых действий были повреждены и не пригодны к дальнейшей эксплуатации. Несмотря на это, в 1990-х годах авиакомпания быстро расширила направления в Панаме и Коста-Рике, начав приобретать более новые самолеты.
В канун Нового 1997 года компания PARSA потерпела первую авиакатастрофу, когда её самолёт упал в леса джунглей в 6,5 км от аэропорта Рио-Сидра, Дариен, в результате чего погибли все находившиеся на борту.
В январе 1999 года авиакомпания переместила свою штаб-квартиру в новый международный аэропорт Альбрук — Маркос А.Хелаберт, когда старый аэропорт, расположенный в Пайтилле, был закрыт после 70 лет эксплуатации. В 2005 году были приобретены права на товарный знак Air Panama . В том же году PARSA официально приняла новое название.

## Годы расцвета
Вскоре после принятия товарного знака авиакомпания ввела новые регулярные рейсы на другие региональные направления внутри Панамы и начала приобретать турбовинтовые самолеты, такие как Saab 340 и Bombardier Dash 8-300.
В 2009 году авиакомпания Air Panama достигла для себя исторического рекорда, перевезя миллионного пассажира. В том же году авиакомпания вступила в эру реактивных самолетов, когда приобрела два Fokker 70 . В 2011 году Air Panama купила два подержанных самолета Fokker 50, ранее принадлежавших компании Scandinavian Airlines System, и перевезла около 172 154 человек. В январе 2012 года Air Panama объявила о код-шеринговом соглашении с Copa Airlines, основным перевозчиком и крупнейшей авиакомпанией Панамы, которое связывает все туристические направления Панамы с несколькими странами в Латинской Америке. Соглашение вступило в силу пять месяцев спустя, когда компания начала совершать чартерные региональные рейсы на остров Колон из международного аэропорта Токумен. С 2016 года этот код-шеринг больше не действует.
29 февраля 2012 года местный конкурент Aeroperlas Regional прекратил деятельность из-за финансовых проблем, оставив Air Panama единственным региональным перевозчиком в стране. В том же месяце авиакомпания выразила заинтересованность в открытии беспосадочного международного маршрута из Панамы на Каймановые острова с использованием реактивных самолетов. Для совершения этих рейсов Air Panama заказала два самолета Fokker 100, первый из которых получил в июне, а второй — через два месяца. По состоянию на февраль 2015 года создание рейсов на Каймановые острова приостановлено.
В ноябре 2012 года Air Panama запустила обновленную версию своего веб-сайта с новой операционной системой, которая позволяет путешественникам приобретать билеты в режиме реального времени, а так же видеть расписание и статус рейсов. Это было первое глобальное изменение, после полного ребрейдинга в 2006 году.
В 2013 году Air Panama продала два Fokker 70 в пользу более просторных Fokker 100. В период с августа по ноябрь того же года авиакомпания приобрела два самолета Boeing 737-300 в рамках плана по выходу на международный рынок, который начался с запуска регулярных коммерческих рейсов в Медельин, Колумбия, в июне 2014 года
В 2015 году авиакомпания закупила еще три самолета Fokker 100. В июле 2015 года авиакомпания открыла ежедневные беспосадочные рейсы из Панамы в Сан-Хосе, Коста-Рика.